# 딜리버리 (영화)
《딜리버리》(영어: The Delivery)는 1999년에 개봉한 벨기에의 영화이다.

## 한국판 성우진(KBS)
- 강수진 - 가이(프레디 더글라스)
- 구자형 - 알프레드(페쟈 휴엣)
- 최덕희 - 룰루(오렐리 메리엘)
- 이정구 - 스파이크(릭 라운스파흐)
- 송두석 - 제라드(히드 마스)
- 김태연 - 하가(조나단 하비)
- 김정미 - 프랑소와즈(잉그리드 드 보스)
- 박정민 - 마크(조나단 하비)
- 원호섭 - 제롬(스티브 허드슨)
- 정현경 - 애나(에스메 데 라 브레토니에)